# غواصة يو سي-16
غواصة يو سي-16 هي غواصة ألمانية من فئة يو سي 2 لزرع الألغام البحرية خدمت في البحرية الإمبراطورية الألمانية خلال الحرب العالمية الأولى. تم طلب السفينة في 29 أغسطس 1915 وتم إطلاقها في 1 فبراير 1916. تم تكليفها في البحرية الإمبراطورية الألمانية في 18 يونيو 1916 باسم يو سي-16.  أغرقت في 13 دورية 42 سفينة، إما عن طريق إطلاق الطوربيد أو الألغام التي زرعت. اختفت الغواصة في أكتوبر 1917. خلصت دراسة ألمانية بعد الحرب إلى أن الغواصة غرقت على الأرجح بعد اصطدامها بلغم قبالة زيبروج.
في وقت لاحق تشير المعلومات إلى هروبها من ويسانت بفرنسا وتم إغراقها. استسلم طاقمها للقوات الفرنسية. 